# Полигамность (альбом)
«Полигамность» — шестой студийный альбом российской певицы МакSим, выпущенный 7 декабря 2018 года.

## Создание песен и релиз
Запись альбома началась в 2016 году. 13 июля 2016 года МакSим представила песню «Штампы» и сказала, что уже пишет песни для нового альбома. Он должен был стать весёлым, с элементами стёба. В марте 2017 года на своей страничке в «Instagram» певица объявила, что готовит к релизу песню «Чистое», но 21 июля 2017 года состоялась премьера песни «На двоих». 16 августа вышел клип. В начале клипа звучит песня «Полигамность». Певица поначалу не хотела её выпускать, так как она очень личная. 27 февраля 2018 года в Интернете появился отрывок песни «Дура», которую МакSим хотела включить в шестой альбом. 3 апреля состоялась премьера клипа «Дура». В клипе снялись бывший муж певицы Алексей Луговцов и их дочь Александра. 26 апреля состоялась премьера очень трогательной композиции «Здесь и сейчас», в июле — эксклюзивная премьера клипа для пользователей социальной сети «ВКонтакте». В июне МакSим объявила о том, что уходит в бессрочный творческий отпуск. Но уже 1 сентября она вернулась на сцену. 8 ноября состоялась премьера песни «Мои секреты», а 16 ноября — премьера клипа. 23 ноября 2018 года на iTunes открылся пред-заказ альбома, который получил название «Мои секреты», однако, спустя некоторое время альбом был удалён и буквально через несколько дней снова появился в iTunes, но уже под названием «Полигамность». 7 декабря 2018 года состоялся официальный релиз.. 27 марта 2019 года состоялся радиорелиз сингла «Абонент недоступен», 21 мая — премьера клипа.

## Награды и номинации
| Год  | Премия                             | Номинация                       | Номинированная работа | Результат |
| ---- | ---------------------------------- | ------------------------------- | --------------------- | --------- |
| 2016 | Русский ТОП                        | Лучшая песня                    | «Штампы»              | Номинация |
| 2017 | Золотой Граммофон                  | Статуэтка «Золотого граммофона» | «Штампы»              | Победа    |
| 2017 | Золотой Граммофон. Минск           | Статуэтка «Золотого граммофона» | «Штампы»              | Победа    |
| 2017 | Золотой Граммофон. Санкт-Петербург | Статуэтка «Золотого граммофона» | «Штампы»              | Победа    |
| 2017 | RU.TV                              | Лучший видеоклип                | «Штампы»              | Номинация |
| 2018 | Золотой Граммофон                  | Статуэтка «Золотого граммофона» | «На двоих»            | Номинация |
| 2018 | Русский ТОП                        | Лучший альбом                   | «Полигамность»        | Победа    |
| 2018 | Русский ТОП                        | Лучшая песня                    | «Здесь и сейчас»      | Номинация |
| 2019 | Золотой граммофон                  | Статуэтка «Золотого граммофона» | «Здесь и сейчас»      | Победа    |
| 2019 | Золотой граммофон. Санкт-Петербург | Статуэтка «Золотого граммофона» | «Здесь и сейчас»      | Победа    |

## Список композиций
| №                   | Название             | Автор(ы)                        | Длительность |
| ------------------- | -------------------- | ------------------------------- | ------------ |
| 1.                  | «Космонавт»          | Злата Мироевская, Сергей Купцов | 3:01         |
| 2.                  | «Штампы»             | МакSим, Злата Мироевская        | 3:08         |
| 3.                  | «Дура»               | МакSим, Злата Мироевская        | 3:49         |
| 4.                  | «Полигамность»       | МакSим                          | 2:53         |
| 5.                  | «Здесь и сейчас»     | Елена Родина                    | 3:15         |
| 6.                  | «Абонент недоступен» | Катерина Офелян                 | 3:12         |
| 7.                  | «Мои секреты»        | Катерина Офелян                 | 3:42         |
| 8.                  | «Алло»               | МакSим, Злата Мироевская        | 2:53         |
| 9.                  | «Чистое»             | МакSим                          | 4:28         |
| 10.                 | «На двоих»           | МакSим, Елена Родина            | 3:37         |
| Общая длительность: | Общая длительность:  | Общая длительность:             | 33:58        |

### Клипы
- «Штампы» — выпущен 2 сентября 2016 года (режиссёр Рустам Романов)
- «На двоих» — выпущен 16 августа 2017 года (режиссёр Вадим Шатров)
- «Дура» — выпущен 3 апреля 2018 года (режиссёр Юрий Волев)
- «Здесь и сейчас» — выпущен 5 июля 2018 года в официальной группе «ВКонтакте», а 9 июля общая премьера (режиссёр Ксения Василькова)
- «Мои секреты» — выпущен 16 ноября 2018 года (режиссёр Ирина Миронова)
- «Абонент недоступен» — выпущен 21 мая 2019 года (режиссёр Ирина Миронова)

### Благодарности
Спасибо: Маргарите Соколовой, музыкантам Анатолию Стельмачёнку, Андрею Звонкому, Сергею Купцову, коллективу «МакSим», моим соавторам Елене Родиной, Катерине Офелян, Злате Мироевской, а также главному герою моих самых ярких сказок, снов и бессониц! 

## История релиза
| Регион        | Дата           | Формат               | Лейбл |
| ------------- | -------------- | -------------------- | ----- |
| Страны iTunes | 7 декабря 2018 | Цифровая дистрибуция | Союз  |
| Россия        | 21 января 2019 | CD (Диджипак)        | Союз  |